# Landriano
Landriano es una localidad y comune italiana de la provincia de Pavía, región de Lombardía, con 4.145 habitantes.

## Historia
Fue parte del Ducado de Milán desde su fundación en 1395. En su territorio se produjo la batalla de Landriano en 1529, que terminó que victoria de las tropas de Carlos I.
En 1897 se encontró un importante tesoro, de época ostrogoda, que actualmente se exhibe en Milan.

## Evolución demográfica
| Gráfica de evolución demográfica de Landriano entre 1861 y 2001 |
|                                                                 |
| Fuente ISTAT - elaboración gráfica de Wikipedia                 |